# 宝永町停留場
宝永町停留場（ほうえいちょうていりゅうじょう）は、高知県高知市中宝永町にあるとさでん交通後免線の路面電車停留場。

## 歴史
当停留場は1908年（明治41年）、下知停留場（しもぢていりゅうじょう）の名で開業した。伊野線の堀詰停留場からはりまや橋を経て後免線の路線が開通した際に開かれた停留場であり、当時の路線は当停留場まで。後免町方面に路線が通じたのは翌1909年（明治42年）のことで、この時は葛島橋西詰までが開通した。
停留場名が宝永町に改められたのは1938年（昭和13年）。その後1943年（昭和18年）に停留場はいったん休止されるも、9年後に復活している。

### 年表
- 1908年（明治41年）10月31日：当停留場から堀詰までの開通に伴い、土佐電気鉄道の下知停留場として開業[1][2]。
- 1909年（明治42年）10月30日：当停留場から葛島橋西詰までの開通に伴い途中駅となる[1][2]。
- 1938年（昭和13年）2月1日：宝永町停留場に改称[1][2]。
- 1943年（昭和18年）1月16日：休止[2]。
- 1952年（昭和27年）7月1日：再開[2]。
- 2014年（平成26年）10月1日：土佐電気鉄道が高知県交通・土佐電ドリームサービスと経営統合し、とさでん交通が発足[3]。とさでん交通の停留場となる。

## 停留場構造
宝永町停留場は後免線の併用軌道区間にあり、道路上にホームが置かれる。ホームは2面あり、東西方向に伸びる2本の線路を挟み込むように配置されるが、互いのホーム位置は東西方向に離れている。東にあるのが後免町方面行きのホーム、西にあるのがはりまや橋方面行きのホーム。
かつては停留場の南側付近に下知車庫が置かれていたが、1957年（昭和32年）に廃止され、代わって知寄町車庫が完成している。

## 停留場周辺
「宝永町」の名は1707年（宝永4年）の宝永地震を機に造成された「宝永堤」に由来する。
- 高知宝永町郵便局
- 高知信用金庫下街支店
- 高知記念病院
- ラウンドワン高知店
- 地球33番地
- 中宝永町交差点
  - 国道32号
  - 国道56号 - 事実上の起点（ここまで国道32号と重複）。
  - 高知市道下知33号線（通称:インター通り）
- 「宝永町」バス停留所

## 隣の停留場
とさでん交通
後免線
知寄町一丁目停留場 - 宝永町停留場 - 菜園場町停留場
- 隣の知寄町一丁目停留場との間には知寄町車庫前停留場が、菜園場町停留場との間には城見町停留場が存在した。